# 德米特里·托尔宾斯基
德米特里·叶夫根尼耶维奇·托尔宾斯基（俄语：Дмитрий Евгеньевич Торбинский，1984年4月28日—）是俄罗斯的一位足球運動員。在場上司職中场。